# Wuchuan (Zhanjiang)

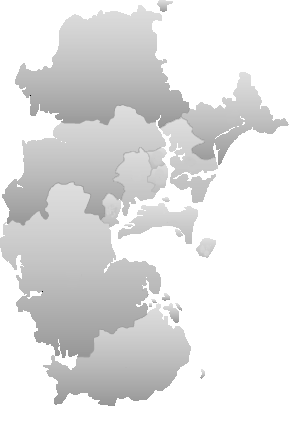
Lage der kreisfreien Stadt Wuchuan im Gebiet der bezirksfreien Stadt Zhanjiang

Wuchuan (chinesisch 吳川市 / 吴川市, Pinyin Wúchuān Shì, Jyutping Ng4cyun1 Si5) ist eine kreisfreie Stadt in der überwiegend kantonesischsprachigen chinesischen Provinz Guangdong mit einer Fläche von 860,9 km² und 907.354 Einwohnern (Stand: Zensus 2020).
Wuchuan gehört zum Verwaltungsgebiet der bezirksfreien Stadt Zhanjiang. Es ist der Geburtsort des ersten Botschafters des Kaiserreiches China in den USA, Chen Lanbin (1816–1895).